# Idola Saint-Jean
Idola Saint-Jean, née le 19 mai 1879 et morte le 6 avril 1945 à Montréal, est une journaliste, une éducatrice et une féministe québécoise. Elle est une personnalité notoire de la lutte pour le suffrage féminin au Québec. Elle est également la première Québécoise francophone à être candidate lors d’une élection fédérale.

## Biographie

### Enfance et formation
Idola Saint-Jean est née le 19 mai 1879 à Montréal, probablement dans l'appartement familial situé sur la rue Saint-Denis. Ses parents, Edmond-Napoléon Saint-Jean, un avocat criminaliste, et Emma Guyon dite Lemoyne s'étaient mariés le 31 juillet 1878 dans la paroisse Notre-Dame de Montréal.
Idola Saint-Jean est issue d'une famille bourgeoise établie à Montréal depuis plusieurs générations. De nombreux membres de la famille Saint-Jean sont avocats, possèdent des propriétés et s'impliquent en politique. Son père, grand orateur libéral, côtoie des gens comme Raymond Préfontaine et Lomer Gouin. Il préside en outre le Club national et on le qualifie de « l’un des meilleurs tribuns populaires ». Son oncle Alphonse-Levis, notaire et libéral modéré, est pour sa part défait par Honoré Beaugrand lors d'une course à la mairie de Montréal en 1886.

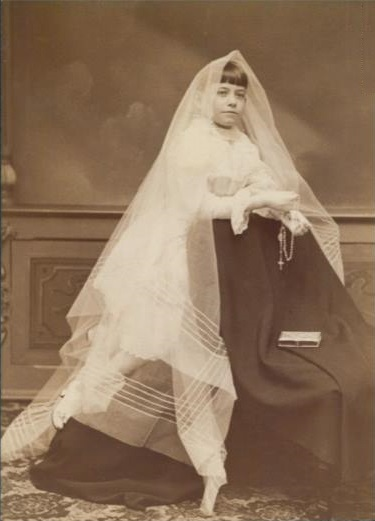
Idola Saint-Jean au moment de sa première communion en 1894.

La situation financière de la famille Saint-Jean s'améliore encore lorsque le père d'Idola, Edmond, devient associé d'une prestigieuse firme d'avocats impliquée en politique. Les Saint-Jean déménagent alors au square Saint-Louis (sur le Plateau-Mont-Royal), un haut lieu de la bourgeoisie canadienne-française de la fin du XIXe siècle.
Les premières années de l'éducation d'Idola ont possiblement été assurées par des tuteurs à domicile. Entre 1888 et 1895, la jeune fille est ensuite pensionnaire au couvent Villa-Maria chez les sœurs de la Congrégation de Notre-Dame. Cette institution offre un enseignement bilingue aux jeunes filles de la bourgeoisie: arithmétique, lecture raisonnée, épellation, analyse grammaticale, géographie, catéchisme ou encore histoire sainte. Elle est toutefois pensionnaire sporadiquement, car elle reçoit également des leçons à la maison. De 1895 à 1897, Idola poursuit toujours ses études chez les sœurs de la Congrégation de Notre-Dame, cette fois à l’Académie Saint-Urbain. Elle est diplômée de cette institution.
En 1898, elle passe les vacances estivales à Cacouna avec sa famille. Idola y côtoie le jeune Émile Nelligan, qui est en outre l’un de ses voisins à Montréal. Le poète dira à son sujet qu’elle compte parmi ses « vraies amies ». Au retour des vacances, elle commence à donner des cours d’élocution au Monument-National à Montréal. Elle deviendra même titulaire de la chaire.
Le Monument-National, une initiative de l’Association Saint-Jean-Baptiste, a été inauguré en 1893 sur le boulevard Saint-Laurent à Montréal. En 1896, l'institution a instauré des cours publics destinés à la population francophone dans des domaines comme l’hygiène, la mécanique, l’histoire et la littérature. Puis, à l’été de 1898, l’Association Saint-Jean-Baptiste, influencée par son administrateur Elzéar Roy, met sur pied un cours d’élocution. Roy soutient : « Nos jeunes orateurs auront donc là une occasion rare de compléter leur instruction dans l’art, si négligé, jusqu’ici, et si difficile de bien dire ». Il s’agit en quelque sorte d’un embryon de conservatoire. M. Roy participe d’un mouvement de promotion et de valorisation de la langue française promu par plusieurs Canadiens français à l'époque. Ceux-ci s’inquiètent du fait qu’à Montréal, l’industrie, le commerce et même plusieurs lieux de divertissement s'anglicisent. De plus, pour eux, l’exode des populations rurales vers les villes ou aux États-Unis ne fait qu’accentuer la menace d’anglicisation qui pèse sur les Canadiens français. C'est dans ce contexte qu'Idola commence à y former des enfants et des jeunes à « l’art de bien dire ».  
À l'époque, il n’y a pas encore d’école de théâtre. Les quelques rares comédiens qui font carrière au Québec sont surtout d'origine française. De 1898 à 1900, Idola suit des cours de mise en scène, de diction et d’élocution auprès de Julie Bennati à Montréal. C'est sous sa gouverne qu'elle donne ses premiers spectacles. Sur scène, Idola joue la comédie et donne des récitals de poésie. 

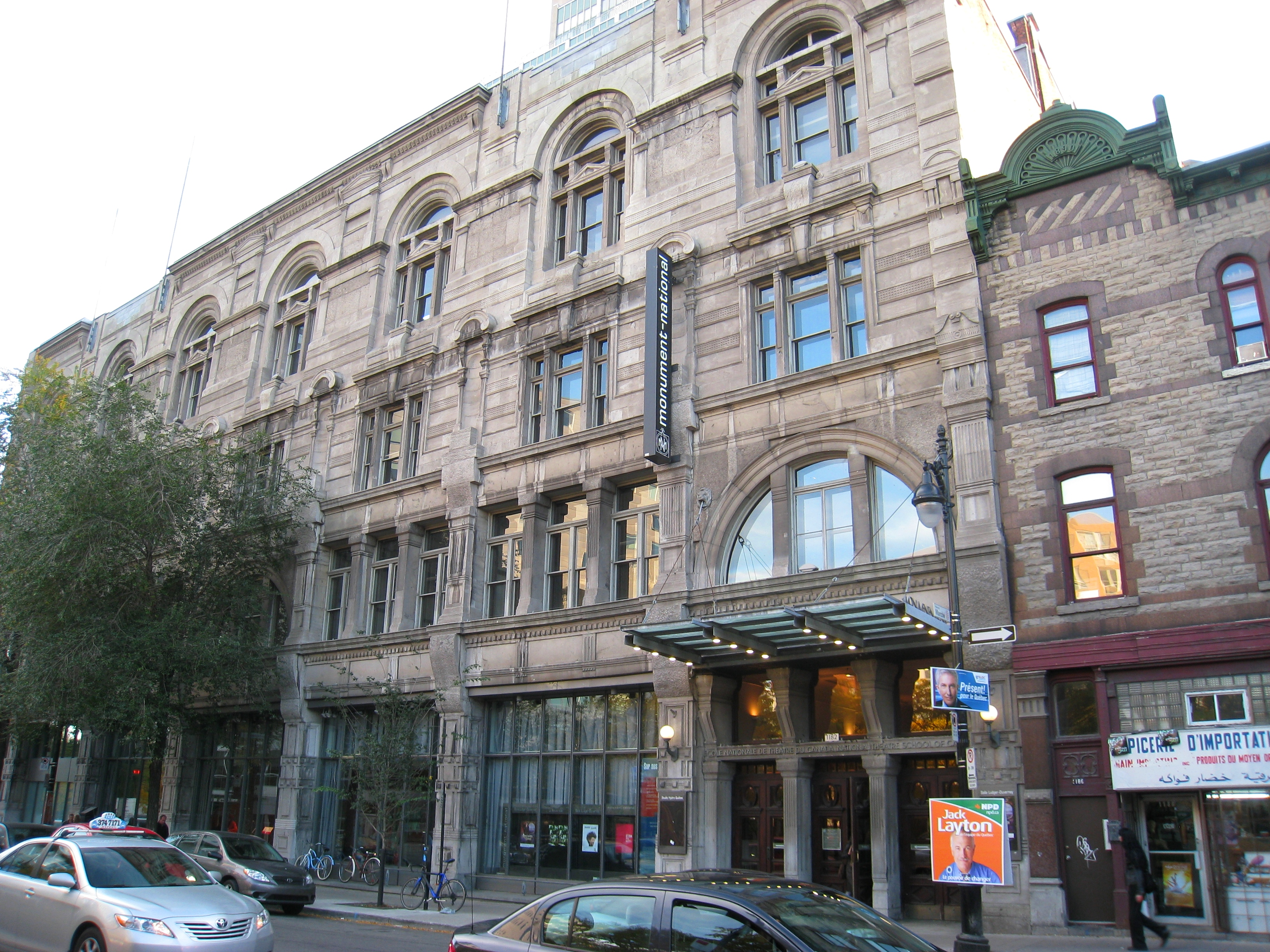
Idola Saint-Jean donne des cours de diction au Monument-National à Montréal.

### Diction et théâtre
L'année 1900 est synonyme de bouleversements et de deuil pour la famille Saint-Jean. Le 23 avril, le père d'Idola, âgé de seulement 42 ans, décède. Sa mère choisit quant à elle de ne pas se remarier. Elle souhaite plutôt trouver une bonne situation pour sa fille. De son côté, Idola prend ses responsabilités. Elle habite à ce moment avec sa mère, sa tante Angélina Lemoyne et sa grand-tante Élisabeth Lacroix dans une maison de la rue Saint-Hubert à Montréal. Comme elle est majeure depuis peu, elle se charge désormais des finances familiales. Elle débute ainsi l'enseignement de la diction chez des particuliers et dans divers établissements (notamment à Villa-Maria et aux académies Marie-Rose, Saint-Urbain, Saint-Louis-de-Gonzague, Cherrier, Saint-Denis et Sainte-Marie. Elle enseigne même à Ottawa, au couvent de la rue Rideau).
Elle poursuit en même temps une carrière théâtrale et rêve de devenir une comédienne professionnelle, jouant quelques rôles dans des pièces et des spectacles à Montréal. Déjà à cette époque, elle démontre son indépendance d’esprit. Plutôt que de continuer à jouer dans la troupe de Julie Benneti, Idola produit désormais elle-même ses spectacles. Le 20 novembre 1900, elle obtient un beau succès à la salle Karn à Montréal. Au début de 1901, un critique écrit à son sujet : « Mlle Idola Saint-Jean, dans le rôle de la comtesse Aliénor a donné une fois de plus, les preuves d’une excellente diction. Il est dommage que cette jeune et distinguée artiste ne suive pas le chemin qui lui est indiqué et par son talent et par l’art. Il est incontestable, et ceci de l’avis de tous, que Mlle Saint-Jean devrait jouer plus souvent. » Puis, le 17 juin 1901, Idola se produit au Tara Hall à Québec. Après son passage, un critique souligne ses « qualités dramatiques remarquables : voix pure et sympathique, diction franche et nette, prononciation française excellente ».
En 1903, elle commence à donner des leçons particulières chez elle. La même année, Idola se présente pour le poste de bibliothécaire et de conservatrice à la Bibliothèque de Montréal, au Monument-National. C’est toutefois Éva Circé-Côté qui l'obtient. Elle ne se décourage pas de cet échec. Sa force de caractère est remarquée par L'Étincelle qui écrit à son sujet : « Mademoiselle Saint-Jean est une vaillante qui ne s’est pas laissé abattre par de soudains revers de fortune. Elle est une de ces jeunes filles énergiques que le malheur n’effraie pas et qui, pour n’avoir jamais lutté, n’en sont pas moins armées contre les trahisons du sort. » 

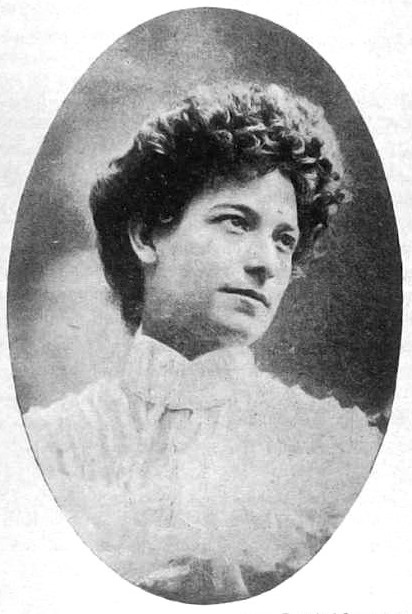
Le Monde illustré fait son portrait en 1901.

En 1905, Idola Saint-Jean a l'idée de se rendre à Paris pour y suivre des cours de théâtre. Louis Fréchette la recommande à Constant Coquelin dit l’Aîné, un grand acteur français. Elle écrit également à l’archevêque de Montréal, Mgr Bruchési, pour lui expliquer son projet. Elle souhaite enseigner la diction aux Anglais et obtenir un poste à l’Université McGill à son retour : « À cet effet, l’Alliance française, qui m’accorde son patronage, a ouvert une souscription pour subvenir à mes frais de voyage […]. Les certificats que j’espère obtenir des meilleurs maîtres de là-bas me permettront de donner des cours aux Anglais, ce qui sera pour moi beaucoup plus rémunératif ». L'archevêque l’appuie et lui accorde une petite somme. À Paris, où sa mère l’accompagne, en plus de Constant Coquelin, qui dira à son sujet : « La diction excellente, la prononciation impeccable. Elle dit juste et bien », elle étudie aussi avec Renée du Minil de la Comédie-Française. 
De retour à Montréal en 1906, elle est embauchée comme professeure de français à l'Université McGill; poste qu'elle occupera jusqu'à son décès. En effet, Idola fait son entrée comme chargée de cours au Conservatoire de musique de McGill, qui vient d’ouvrir ses portes. Elle est responsable de la diction française. Deux fois par semaine, on la retrouve auprès des étudiants en art vocal, essentiellement les chanteurs et chanteuses d’opéra qui doivent interpréter un répertoire d’opéras français. C'est à l'université qu'elle rencontre Carrie Derick.
En 1909, Idola enseigne la diction aux membres de l’Association des demoiselles vendeuses et à ceux de l’Association des employées de bureau de la Fédération nationale Saint-Jean-Baptiste. En 1912, elle dispense des cours à la Columbian School of Elocution, rue Sherbrooke, à Montréal en plus de prononcer régulièrement des conférences sur l’art de dire. Pour Idola, c’est « l’art d’exprimer par des inflexions de voix et des accentuations relatives tous les dessous d’idées que les phrases contiennent ». Entre-temps, Idola, sa mère et sa tante Angélina ont déménagé et vivent désormais au 126, avenue Laval à Montréal.
En août 1914, la Première Guerre mondiale éclate. Idola s'implique auprès de sa collectivité. Elle participe ainsi à un événement organisé par le Comité d’aide à la France puis est secrétaire du comité catholique de la Société d’aide à l’enfance. En 1915, aux côtés de Marie Lacoste Gérin-Lajoie et Carrie Derick, Idola fait partie d’un groupe qui proteste contre un jugement qui interdit à Annie MacDonald Langstaff d'être admise au Barreau. Elle donne par ailleurs une série de conférences sur l’hygiène, la tuberculose et la mortalité infantile.
Ces années sont aussi marquées par des deuils dans la vie de Mademoiselle Saint-Jean. Sa mère décède le 14 avril 1915. Le 23 février 1916, c’est au tour de sa tante Angelina Lemoyne de décéder. Idola, toujours célibataire, réside alors au 24, rue de Rigaud à Montréal.
Idola est conférencière à l’Exposition du bien-être de la première enfance en 1917. Elle commence à diffuser son savoir et publie des ouvrages sur la diction : Récitations enfantines choisies et Récitations pour les élèves du cours supérieur de diction française (1917) ainsi que Morceaux à dire, choisis par Idola Saint-Jean (1918).

Toujours engagée auprès de sa communauté, en 1918-1919, Idola dirige le Comité de secours français pendant l’épidémie de grippe espagnole. Elle adopte une petite orpheline noire qui décède deux ans plus tard, en 1920. Cette année-là, Idola est rattachée au Département de langues romanes et au Service de l’Extension de l’enseignement de l’Université McGill. En plus, elle donne des cours pour le programme d’éducation aux adultes le soir à l’Université ou au Mechanics’ Institute. Dans La Revue moderne, on peut lire à son sujet :   
« Son souci du beau parler, qui est notre meilleur héritage, lui avait, souventes fois, fait déplorer le peu d'importance attaché dans nos milieux sociaux, même les raffinés, à la jolie diction qui est tout un art et tout un charme. Elle se versa alors dans l'étude des meilleurs auteurs, suivit des cours soignés, et en peu de temps se qualifia pour enseigner cette langue que les fantaisies de notre prononciation déguisent si maladroitement. Mademoiselle Saint-Jean devint une gardienne de la langue française, elle la défendit, l'enseigna, la fit aimer, en propagea le culte par tous les moyens d'action possibles, et s'attira dans une carrière qu'elle créa pour ainsi dire, chez nous, les respects et les admirations de tous ceux qui la regardèrent à l’œuvre. Dans tous les mouvements intellectuels et sociaux, vraiment intéressants et progressifs, nous avons trouvé Mademoiselle Saint-Jean, attentive et dévouée, prête à seconder des succès qui lui semblaient nécessaires à l'avancement de la race [...]. En 1920, les cours de Mademoiselle Saint-Jean sont suivis par 540 élèves qu'elle nous présentera bientôt, dans une séance plénière, au Monument National, et à laquelle assisteront des éducateurs choisis. » 
En 1921, elle part en tournée en Nouvelle-Angleterre pour une série de conférences sur la langue française. Elle y traite du rôle de la femme comme gardienne des traditions et de la langue. Idola se montre sensible à ce qu’elle y découvre auprès des Franco-Américains, notamment au sujet du français. Dans Morceaux à dire, elle écrit : « La langue d’un peuple est un droit naturel et sacré. Soyez toujours les vaillants défenseurs et les gardiens vigilants de la nôtre. […] La vitalité, la prospérité et la gloire d’une nation ne dépendent-elles pas de la conservation de ses traditions et de sa langue ? » Entre-temps, elle devient membre de la section francophone de l’Association des auteurs canadiens/Canadian Authors Association. Toujours en 1921, les femmes peuvent voter pour la première fois lors des élections générales fédérales (le droit de vote a été accordé au fédéral en 1918). Idola prononce divers discours sur cette question pour le Parti libéral.
En 1922, Mademoiselle Saint-Jean est nommée professeur d’élocution française à l’Université McGill. C’est l’une des rares Canadiennes françaises à y enseigner car, à cette époque, les enseignants sont surtout originaires de la France. Toujours débordante d'idées, Idola organise des concours pour ses élèves. En 1922, celui-ci est présidé par nul autre que le secrétaire de la province, Athanase David.

### Les droits des femmes

#### Le suffrage
Quelques années plus tôt, la question du suffrage féminin est de plus en plus débattue et des associations qui en font la promotion se multiplient. En 1907, Marie Lacoste Gérin-Lajoie, Caroline Dessaulles-Béique et d’autres femmes ont ainsi fondé la Fédération nationale Saint-Jean-Baptiste. Carrie Derick préside de son côté la Montreal Suffrage Association, fondée en 1913. Idola Saint-Jean, qui a fait la connaissance de Derick à l’Université McGill, commence à s’y impliquer elle-même.
Après l’obtention du droit de vote pour les femmes au fédéral en 1918, certaines Québécoises commencent à réclamer ce même droit au provincial. Le 14 janvier 1922, des membres de la Fédération nationale Saint-Jean-Baptiste et du Montreal Council of Women se rencontrent à la résidence de Marie Lacoste Gérin-Lajoie. Le Comité provincial pour le suffrage féminin, coprésidé par Marie Lacoste Gérin-Lajoie et Anna Marks Lyman, est alors fondé. Idola Saint-Jean est nommée secrétaire.  

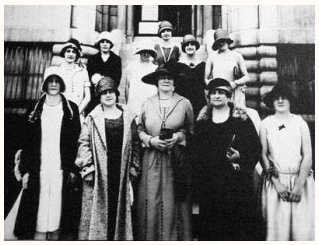
Idola Saint-Jean est nommée secrétaire du Comité provincial pour le suffrage féminin en 1922.

Le 9 février 1922, une délégation de 400 femmes se rend au Parlement à Québec pour remettre une pétition comptant plus de 3000 noms au premier ministre Louis-Alexandre Taschereau. Elles veulent aussi assister au débat qui va entourer le dépôt d'un projet de loi sur le suffrage féminin. Idola Saint-Jean est présente et en profite pour prendre la parole. Le Devoir écrit à son sujet à cette occasion : « Mademoiselle Saint-Jean qui a l’habitude du public, parle d’une voix posée, mais sans pose ». Même si le projet de loi n’est finalement pas débattu, cela marque le début des « pèlerinages » au Parlement, qui auront lieu annuellement de 1926 à 1940.  
Elle poursuit en parallèle son enseignement. Idola est ainsi embauchée comme professeure d’élocution française et directrice à l’École française d’été de l’Université McGill. En 1923, elle donne aussi des cours d’instruction civique aux femmes à l’Université de Montréal. La même année,  la Société du bon parler français est fondée à Montréal. Les cours d’Idola cadrent tout à fait avec les efforts de valorisation de la langue recherchés par la société. C'est ainsi qu'elle nomme rapidement Idola chevalier de son ordre académique. Poursuivant toujours ses activités philanthropiques, en 1924, Idola est nommée secrétaire de la Société d’aide aux enfants catholiques.
Idola Saint-Jean prononce un premier discours à CKAC (station de radio ouverte en 1922 à Montréal) à l’occasion des élections fédérales de 1925. Elle incite alors les femmes à se rendre voter. Même si elle n’aime pas particulièrement s'exprimer devant des foules et prononcer des discours, elle passe outre. Le Parti libéral du Canada la sollicite pour ses talents d'oratrice. Elle accepte de faire un discours devant pas moins de 15 000 personnes réunies au Forum de Montréal pour entendre William Lyon Mackenzie King. Elle est accueillie par une fanfare qui joue Vive la Canadienne. Idola dit : « Nous les femmes qui avons maintenant notre mot à dire dans le conseil de la nation, nous qui avons des droits égaux devant la loi, nous désirons ardemment travailler au bien-être du pays ». Elle se rassoit sous les applaudissements et des voix scandant Elle a gagné ses épaulettes. Le Canada considère ce rassemblement comme le plus grand ralliement libéral de l'histoire de Montréal. Il établit la renommée politique d'Idola Saint-Jean.
En 1927, après la scission du Comité provincial, Idola Saint-Jean décide de fonder l'Alliance canadienne pour le vote des femmes du Québec. Elle se veut non partisane, ouverte aux anglophones et œuvre essentiellement auprès des ouvrières et des femmes issues des classes moins aisées. Thérèse Casgrain met pour sa part sur pied la Ligue des droits de la femme deux ans plus tard, en 1929. Ce ne sont toutefois pas des organisations concurrentes. Idola Saint-Jean continue ainsi de collaborer avec Marie Lacoste Gérin-Lajoie et Thérèse Casgrain.

Les 17 et 18 avril 1928, la première assemblée de la Fédération nationale des femmes libérales a lieu à Ottawa. Idola est présidente du Comité général d’organisation des femmes libérales de Montréal. En 1929, Idola s’implique dans l’affaire « personne » et dirige la publication d’un recueil bilingue; Are Quebec Women Chattels? 

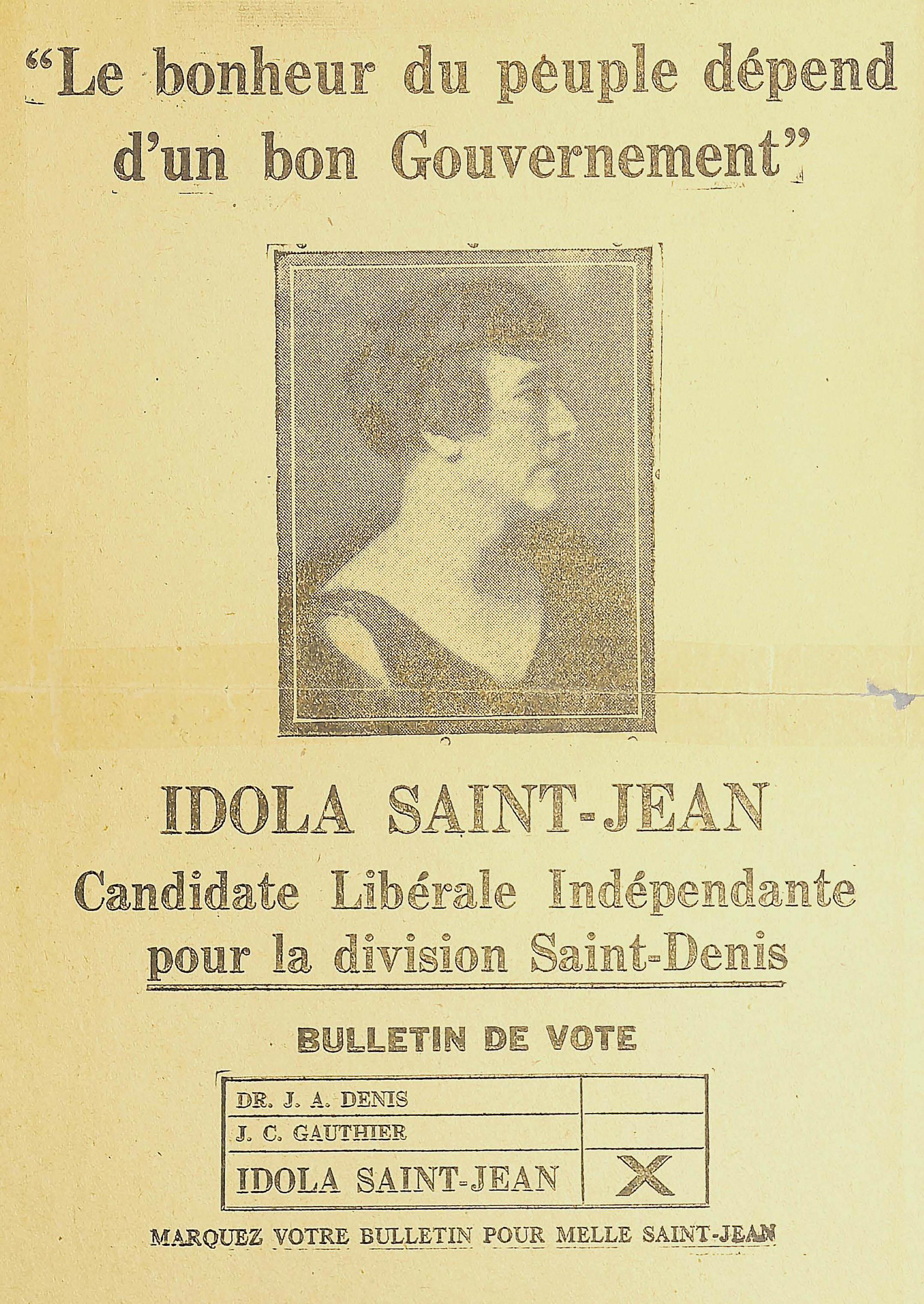
Elle est candidate libérale indépendante en 1930. Idola Saint-Jean est la première Québécoise à se présenter aux élections fédérales.

L'année 1930 est chargée. Idola est démise de ses fonctions de représentante du public à la Commission du salaire minimum pour les femmes tout en animant l’émission Les Droits des Femmes/The Rights of Women à CFCF. Cette année-là, le Parti libéral autorise uniquement une candidature féminine, celle de la docteure et présidente du Montreal Women’s Liberal Club, Grace Ritchie-England, à se présenter aux prochaines élections. 
Idola se présente pour sa part comme candidate dans la circonscription de Montréal–Dorion–Saint-Denis en tant que libérale indépendante. Elle obtient 1732 voix. Même si elle perd, cela fait d'Idola Saint-Jean la première Québécoise francophone de l'histoire à se présenter aux élections fédérales.

#### Le statut juridique de la femme mariée
Parmi les autres batailles menées par les féministes de l’époque figure la réforme du statut juridique des femmes mariées. Marie Lacoste Gérin-Lajoie milite ainsi activement pour une réforme du Code civil de 1866, lequel consacre l’incapacité juridique pour les femmes mariées. Le gouvernement crée une Commission sur les droits civils de la femme, présidée par le juge Charles-Édouard Dorion. En 1930, Idola Saint-Jean se présente devant cette commission. Elle demande notamment que l’âge du mariage soit porté à 16 ans, alors qu’il était de 14 ans pour les garçons et de 12 ans pour les filles. Idola plaide aussi pour que les mères puissent dorénavant donner ou refuser le consentement au mariage de leurs enfants (conjointement avec leur mari), pour que les femmes puissent retirer l'argent d'une assurance qu'elles ont payé ou encore pour que les lois sur l'adultère soient réformées de façon à mettre fin au double standard. Idola Saint-Jean, qui dispose d'une page quotidienne d'actualité féministe bilingue et d'un éditorial dans le Montreal Herald depuis le 4 novembre 1929, met de l'avant au même moment ces revendications dans ses éditoriaux.
Des changements s'opèrent lentement. En 1931, le Code civil est amendé. Désormais, les femmes ont le droit de gérer leurs avoirs. De plus, Idola voit une de ses demandes réalisées en partie. L'âge légal du mariage passe ainsi à 14 ans pour les filles. 

#### Les femmes et la politique
En 1931, Idola présente un mémoire à la Commission des assurances sociales de Québec tout en devenant membre de l’exécutif de l’Internationale des droits égaux. Ses actions commencent de plus en plus à déranger. À l’Assemblée législative, le 20 janvier 1932, le député de Laval, Joseph Filion, en profite pour écorcher publiquement Idola : 
« Quant au vote des femmes, toutes mes électrices sont contre. Mlle Idola St-Jean s’est présentée contre le Dr Denis, à Montréal, et elle a été battue. Cette championne du vote féminin nous demande aujourd’hui d’inscrire un vote de non-confiance contre nous-mêmes. Elle a combattu le gouvernement et a usé de toute son influence pour nous empêcher de siéger dans cette Chambre. Elle semble dire, aujourd'hui, aux députés de cette Chambre, de s'en aller pour qu'elle et ses compagnes puissent prendre notre place. […] (S’adressant aux femmes dans les galeries) : Je n’ai rien à dire contre les dames. Mesdames, je suis toujours heureux de vous recevoir chez nous, en tout temps. (Applaudissements)  
Mais le bill a été battu et rebattu. On devrait se rappeler que la Chambre n’a pas rien que ça à faire. Tous les ans, c’est la même chose qui revient. Voulez-vous, Mesdames, nous clairer pour nous remplacer? Alors, changeons d’habit; (Rires et applaudissements) nous sommes à votre disposition si vous voulez prendre les obligations des hommes.  

C’est un mauvais conseil à donner aux jeunes filles d’aujourd’hui que de leur dire que la femme est l’égale de l’homme. Les femmes le regretteront. Il est mauvais que la femme délaisse le foyer pour tant s’occuper de politique. Ce n’est pas déjà si intéressant. Les mères de famille devraient s’abstenir d’envoyer leurs filles travailler dans les bureaux d’élections, à copier les listes. Nous ne voulons pas que les femmes fassent nos luttes et s’exposent à nos injures. Qu’elles attendent pour obtenir ce droit. » 
Elle ne s'arrête pas face à ces attaques et la même année, Idola remet au premier ministre du Canada, Richard Bennett, une pétition signée par 119 organisations féminines canadiennes au sujet de la nationalité de la femme mariée.

En 1933, Idola Saint-Jean anime l’émission radiophonique L’Actualité féminine à CHLP puis à CKAC. Elle y traite de divers sujets, dont le droit de vote, l’équité salariale, le statut de la femme mariée, la condition des femmes ouvrières et leur droit au travail. Très appréciée, elle reçoit beaucoup de courrier à la suite de ces causeries. Dès la même année, elle écrit aussi dans le journal de l’Alliance canadienne pour le vote des femmes du Québec, La Sphère féminine. Cette année-là, elle y prône :
[si] la femme veut qu’on lui accorde des lois plus humaines, il faut d’abord qu’elle devienne une entité politique, ayant le droit d’élire ses législateurs. L’arme du vote permet aux citoyens de se défendre sous un régime représentatif ».   
Les invectives se multiplient. À l’Assemblée législative, certains députés continuent de se moquer d’elle. Le 22 février 1933, le député Ernest Poulin dit : « Quant à la doyenne des championnes du suffrage (Mademoiselle Idola Saint-Jean), qui vient depuis quelques années à Québec, je lui dirai comme dans Mignon: "Mignon, Mignon, ne pleure pas, console-toi, les peines ne durent pas longtemps à ton âge". (Rires) ».  

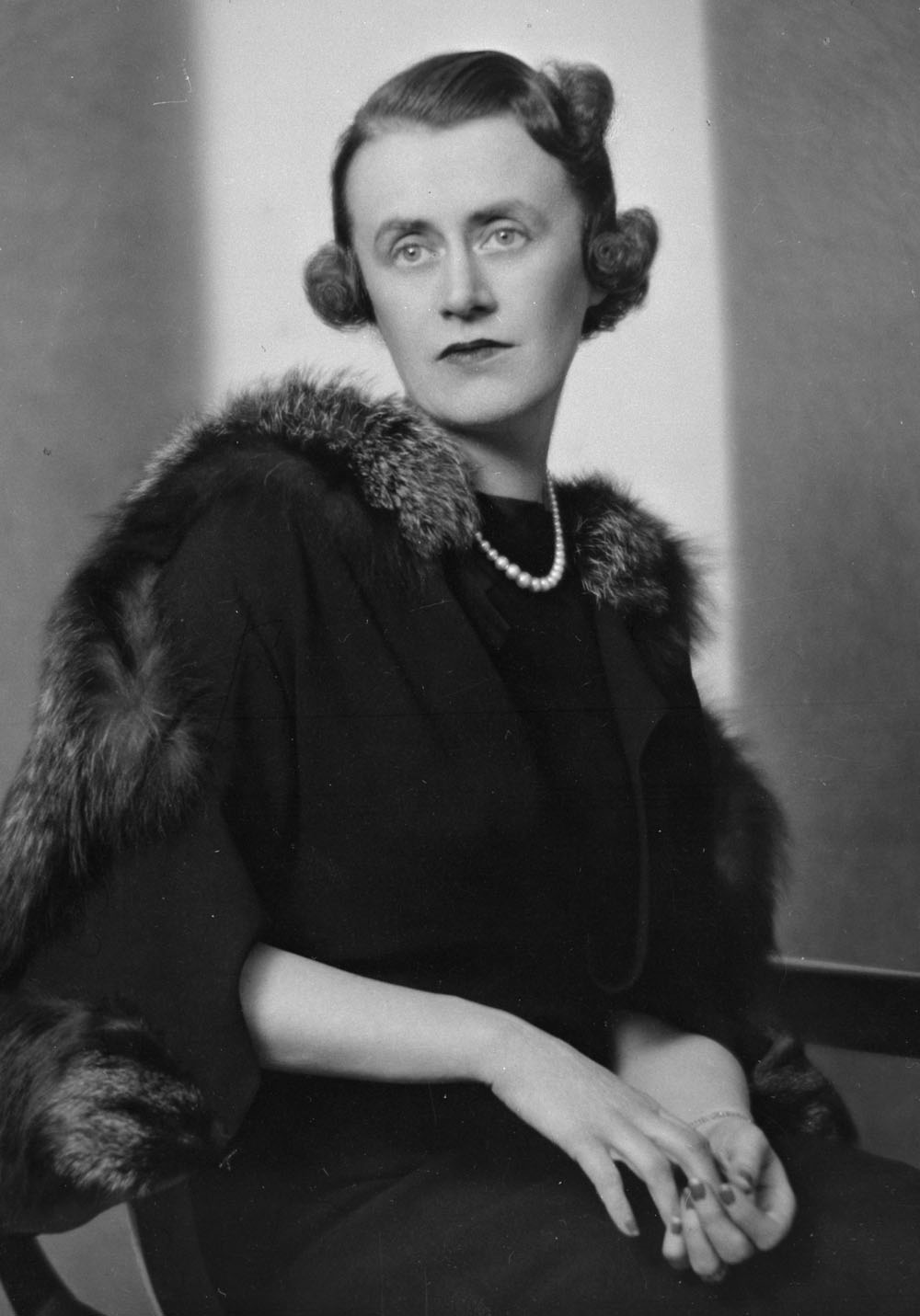
Thérèse Casgrain milite elle aussi pour le suffrage féminin.

S'exprimant sur diverses tribunes, journaux, émissions radiophoniques, marches et rassemblements, Idola Saint-Jean répète inlassablement son message d'égalité et de justice sociale, et ce, malgré les obstacles: le clergé catholique, les journalistes, les parlementaires et de très nombreuses femmes. Elle obtient parfois gain de cause. En 1934, après son passage à la Commission Macmillan, les Québécoises peuvent désormais déposer plus de 2000$ dans un compte bancaire sans demander le consentement du mari. Pour l'historien Robert Rumilly : « C’est une belle personne aux traits pleins, à l’aise partout, apte à faire les honneurs d’un salon avec la meilleure grâce du monde. Son rire est clair, son accueil charmant; [avec elle], on se sent déjà devenir un peu féministe. […] Elle est pacifiste autant qu’elle est féministe et on sait combien les pacifistes sont en général combatifs ».
En 1935, le député Joseph-Achille Francœur, propose de limiter les droits de travailler des femmes pour privilégier plutôt les hommes à l’embauche dans les compagnies. À L’Actualité féminine, les chroniqueuses marquent leur indignation face à une telle idée. La Sphère féminine se prononce également : « Que penserait-on d’une législation qui contraindrait tous les hommes à exercer la même profession ou le même métier ? Ne commet-on pas la même absurdité en tentant de condamner toutes les femmes au mariage ne leur permettant pas d’autres fonctions que celle de la maternité ? » 

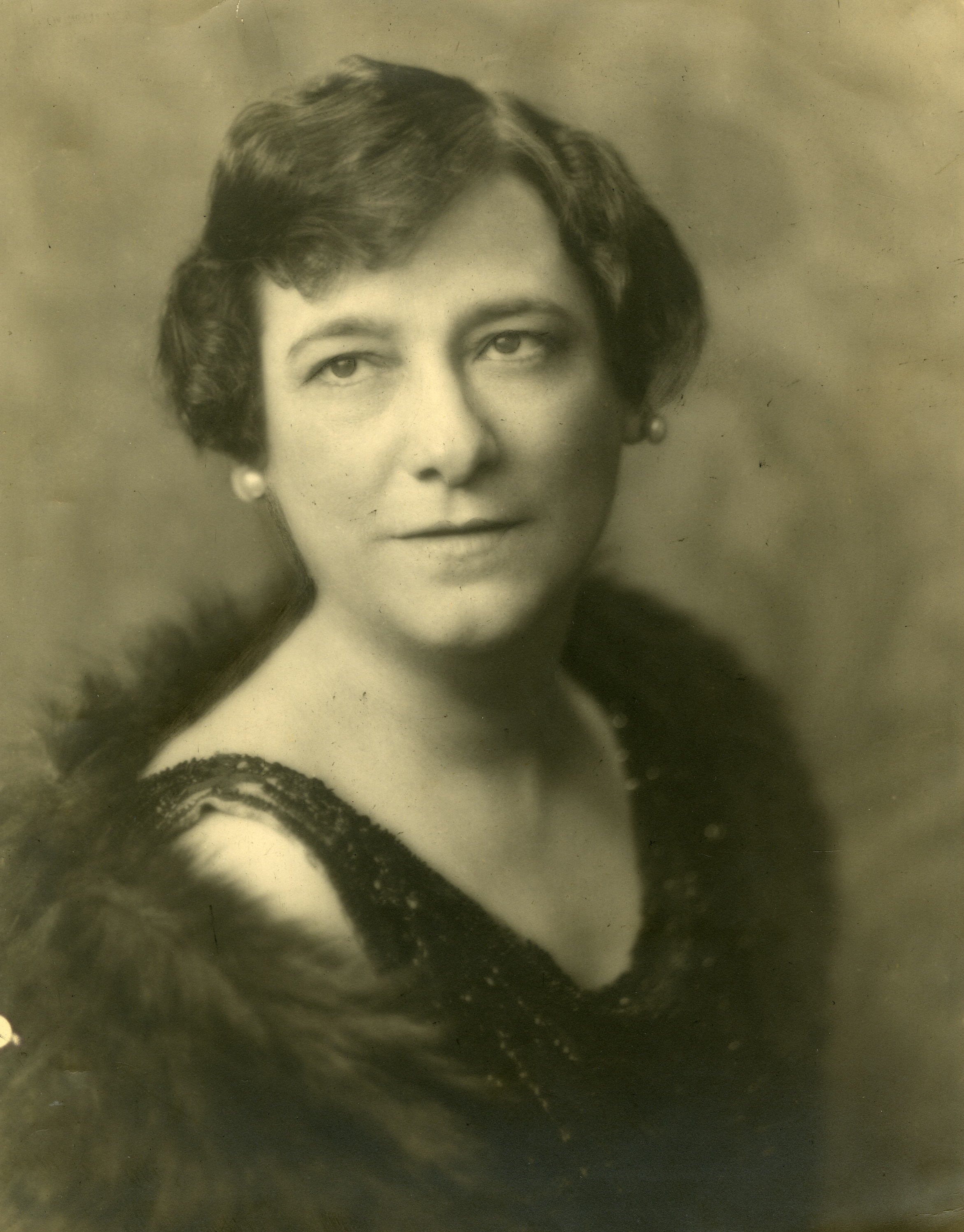
Idola Saint-Jean au début des années 1920.

Toujours en 1935, Idola préside le Comité pour la paix affilié à la Royal Empire Society. Elle envoie au roi George V une pétition de 10 000 noms demandant que les femmes du Québec puissent voter. Idola Saint-Jean s'engage de plus en plus dans le mouvement pacifiste. Dans cette perspective, elle participe à l'envoi d'une lettre à la Société des Nations (SDN) appuyant les efforts visant à empêcher le déclenchement d'une nouvelle guerre en Europe. Mademoiselle Saint-Jean s'oppose également à un engagement canadien dans une potentielle guerre et organise plusieurs activités, notamment auprès des jeunes, afin de sensibiliser la population à la cause pacifiste. Elle invite notamment des conférenciers en faveur de la paix à venir prononcer des discours à Montréal et utilise son émission de radio, L'Actualité féminine (CKAC), pour faire avancer la cause. Elle continue d'éduquer et d'expliquer les droits des femmes sur toutes les tribunes possibles.
Durant la même période, Idola, toujours préoccupée par les droits civils, s'oppose à la « loi du cadenas » du premier ministre Maurice Duplessis, qui cherche à « protéger la province contre la propagande communiste ». Par ailleurs, en 1937, la syndicaliste Léa Roback conduit une grève de 5 000 travailleuses : la grève des midinettes. Le 15 avril, la grève débute dans des dizaines d’usines montréalaises. Idola Saint-Jean soutient publiquement les travailleuses.  
Elle s'implique aussi dans la vie municipale. En 1938, Idola est nommée membre de la Commission civique de la Ville de Montréal. Entre-temps, la présidente de l'Alliance dénonce également les iniquités fiscales devant la Commission Rowell-Sirois et s'investit de plus en plus dans des activités et organisations pacifistes. Elle rejoint la Société canadienne des droits de l’homme/Canadian Civil Liberties Union durant cette période.

#### Vers la victoire: l'obtention du droit de vote en 1940
En 1938, lors d'un congrès du Parti libéral du Québec visant à préparer le programme électoral, Thérèse Casgrain, vice-présidente du Club des femmes libérales, accompagnée d'une délégation féminine, parvient à faire inscrire le suffrage féminin au programme du parti. Léa Roback aide quant à elle Idola à obtenir l’appui des syndicats concernant le suffrage féminin. Certains d'entre eux s'engagent même à inscrire la question du vote des femmes parmi les demandes qu’ils présentent annuellement au gouvernement. Idola Saint-Jean plaide à nouveau pour le suffrage féminin au Comité des bills publics à l’Assemblée législative en mars 1939. Son discours est diffusé à CKAC. Elle avance entre autres qu'« il n’y a aucune raison valable, aucun argument sérieux à présenter contre le vote des femmes… »

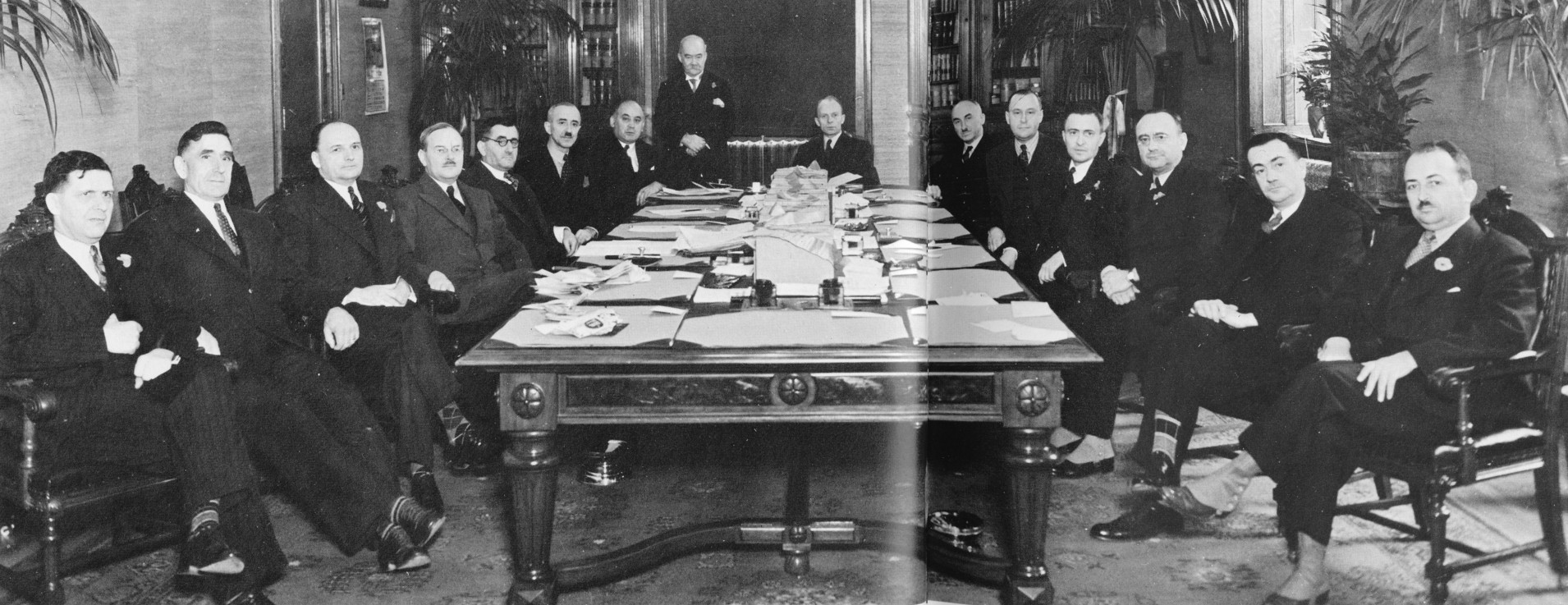
Le gouvernement d'Adélard Godbout adopte un projet de loi qui accorde le droit de vote aux femmes en 1940.

Élu le 25 octobre 1939, le gouvernement d'Adélard Godbout tiendra sa promesse. Autrefois opposé à la question, Godbout dépose un projet de loi le 11 avril 1940. C'est l'aboutissement d'une lutte menée depuis 20 ans. Les Québécoises obtiennent officiellement le droit de vote lorsque la loi est votée le 18 avril 1940, puis sanctionnée par le Conseil législatif le 25 avril suivant. Dans les jours précédents, le 13 avril 1940, Idola Saint-Jean avait tenu une causerie à CKAC. Elle avait remercié le gouvernement Godbout d’avoir tenu sa promesse et d’avoir accordé le droit de vote aux femmes québécoises. Idola obtient quant à elle un hommage de 5 000 ouvrières de la robe, réunies en assemblée syndicale quelques jours plus tard, pour tous les efforts qu'elle a déployés pour cette cause.
Le 4 mai 1940, un grand banquet est organisé à l’hôtel Windsor. Presque toutes les associations féminines et les personnalités sont présentes pour célébrer l'événement, à l'exception notable d'Idola Saint-Jean. Pour elle, « un très grand nombre [de femmes] sont dans l’impossibilité de prendre part à un banquet pour des raisons pécuniaires incontrôlables – les conditions de vie devenant de plus en plus difficiles –, ce serait de notre part manquer de sincérité envers ces femmes de célébrer sans elles la grande victoire que nous venons de remporter ».
Après cette grande victoire, l'Alliance canadienne pour le vote des femmes du Québec change de nom pour celui d'Alliance canadienne des électrices du Québec. Puis, la vie reprend tranquillement son cours. Idola poursuit essentiellement son enseignement. En 1942, elle est nommée à un comité féminin chargé du recrutement de la garnison de réserve pour Montréal. L'année suivante, elle est victime d’un accident de la route et est brièvement hospitalisée. En 1944, elle déménage et s'établit au 427, avenue Mount Pleasant à Westmount. Cette année-là est historique pour les Québécoises. Ce sont en effet les premières élections générales au Québec où les femmes peuvent voter. Idola Saint-Jean ne laisse pas passer l'occasion. Elle exerce son droit le 8 août 1944.

### Décès
Idola Saint-Jean meurt le 6 avril 1945 à l'âge de 65 ans. À l'annonce de son décès, la Société du parler français dit à son sujet :
« Son amour de notre langue, son dévouement à son art, sa haute culture, l’affabilité de ses manières et la fermeté de son caractère [qui] expliquent le brillant succès d’une carrière généreuse, ardente et si bien remplie. […] l’esprit d’initiative de Mlle Saint-Jean, son sens social et le fervent patriotisme qui marquent son œuvre si souvent désintéressée jusqu’à l’apostolat. » 
La Revue moderne  en dressait ce portrait qui la résume bien :   
«Toute jeune encore, la mort qui dénoue tant d’espoirs, lui apprit brutalement que son existence d’enfant insouciante et gâtée était close, et qu’elle ne connaîtrait plus désormais que les joies qu’elle aurait elle-même conquises. Ce désastre qui tombait sur sa jeunesse comblée, la trouva forte et résolue. Intelligente et instruite, elle chercha un moment sa voie, et la trouva rapidement. Car il faut le dire aussi, cette femme brillante est une ardente patriote, et le désir grave et profond de contribuer à l’éducation des siens l’a toujours inspirée et guidée. […]    

Cette vie féminine est un exemple qui devrait remonter tous les courages vacillants, et guérir toutes les craintes timides; elle atteste supérieurement combien la femme qui sait vouloir, se défend contre l’adversité, et de quelle façon elle dompte le sort. Mademoiselle Saint-Jean du jour au lendemain, sans préparation spéciale, ne possédant que son talent et son courage, a su s’élever à une situation intellectuelle et matérielle des plus enviables, et cela sans bruit et sans heurt, en dominant les écueils et les embûches, en dominant la vie et ses laideurs de toute sa hautaine morale, de son élégante supériorité. Mademoiselle Saint-Jean est donc essentiellement ce que les Anglais appelleraient une "self-made Woman". » 
Les funérailles d'Idola Saint-Jean ont lieu le 9 avril 1945 à l'église Saint-Léon de Westmount et, événement exceptionnel à l'époque, neuf femmes portent son cercueil. Il s'agit de ses collaboratrices, dont certaines de l'Alliance canadienne pour le vote des femmes du Québec: Mesdames Calixte Lebeuf, J. A. Levaque, David Goulet, Yvonne Tourangeau-David et J. A. Lemonde et Mesdemoiselles M. A. Morisson, C. Letestut, E. Beaudoin et E. Perron. Idola Saint-Jean est enterrée au cimetière Notre-Dame-des-Neiges à Montréal.
Jusqu'à la fin elle a enseigné le français à ses « chers élèves » de l’Université McGill et du Monument-National. Enfin, en 1945-1946, le dernier numéro de La Sphère féminine paraît grâce à ses collaboratrices.

### Hommages
À Montréal, sa mémoire est rappelée dans de nombreux lieux. En 2015, la Ville de Montréal l'a désigné Bâtisseuse de la Cité. Idola Saint-Jean compte parmi les femmes célèbres du Plateau Mont-Royal car elle a vécu sur la rue Saint-Hubert à Montréal. Une plaque commémorative à son effigie, ainsi qu’un bronze la représentant, trônent au Monument-National. Le parc Idola-Saint-Jean est nommé en sa mémoire dans l'arrondissement montréalais de Rosemont–La Petite-Patrie.

À Québec, le Monument en hommage aux femmes en politique, érigé à proximité de l'Assemblée nationale du Québec, lui rend hommage avec Marie Lacoste Gérin-Lajoie, Thérèse Casgrain et Marie-Claire Kirkland-Casgrain. Une rue porte son nom à Gatineau, Sherbrooke et Saint-Bruno-de-Montarville.  

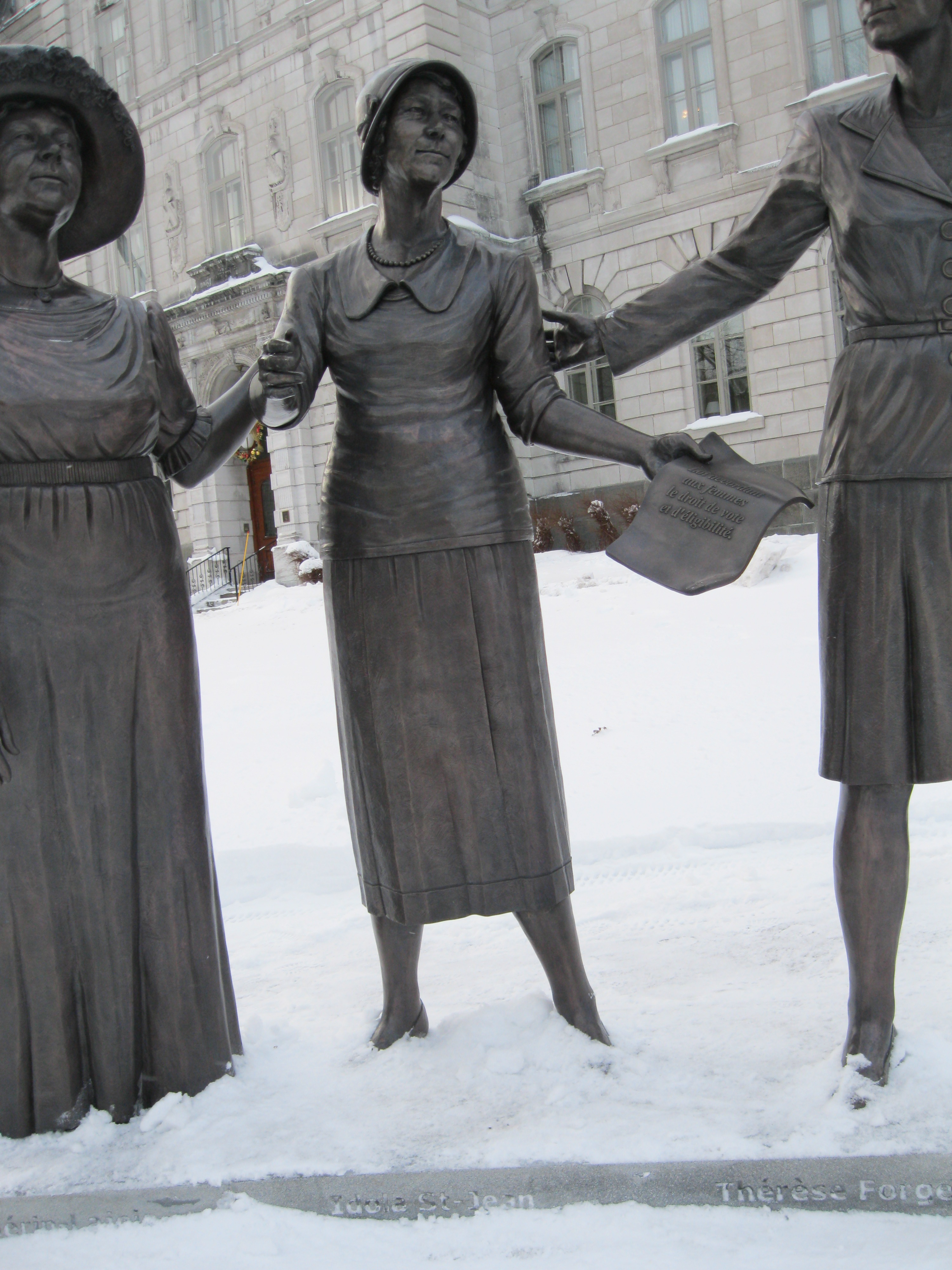
Monument en hommage aux femmes en politique, colline parlementaire de Québec.

Idola Saint-Jean a par ailleurs eu un timbre à son effigie de Postes Canada en 1981. En 2016, elle figurait aussi sur la courte liste de cinq femmes retenues à travers le Canada pour figurer sur un billet de banque.    
La Fédération des femmes du Québec a créé le Prix Idola St-Jean en son honneur en 1991. Elle a enfin été désignée Personnage historique national du Canada et Personnage historique par le ministère de la Culture et des Communications du Québec.

## Citation
- « Permettre aux femmes de voter aux élections fédérales et municipales et leur refuser ce droit quand il s’agit d’une élection provinciale est une anomalie qui n’est pas à l’honneur de nos législateurs. » [99]

## Publications

### Ouvrages
- Idola Saint-Jean, Récitations enfantines choisies, Montréal, 1917, 108 p. (lire en ligne).
- Idola Saint-Jean, Morceaux à dire, Montréal, 1918.
- Idola Saint-Jean, Morceaux à dire, Montréal, éd. Granger, 1923 (réédition), 226 p. (lire en ligne).

### Quelques articles
- « Défense de la femme qui travaille pour vivre », L'Autorité, 17 novembre 1924, p. 4.
- « L'esthétique féminine », La revue moderne, 15 novembre 1919, 15 février 1920 et 15 avril 1921.
- « Impressions de voyage dans la Nouvelle-Angleterre », La revue moderne, 15 février 1921.
- « La personnalité et l'étude », La Canadienne, novembre 1921.